# Javi Luke
Francisco Javier Luke Bermúdez detto Javi Luke (Barakaldo, 20 febbraio 1968) è un ex calciatore spagnolo, di ruolo attaccante.

## Carriera
Iniziò a giocare nel Retuerto, a Barakaldo, sua città natale. Dal 1986 al 1989 giocò in Tercera División con il Club Deportivo Santurtzi.
Nella stagione 1989-1990 giocò con il Sestao Sport Club, in Segunda División. Allenato da Blas Ziarreta, segnò 8 gol in 34 partite.
Nel 1990 fu acquistato dall'Athletic Bilbao. Esordì con il club basco l'8 novembre 1990 contro l'Atlético Marbella, in Coppa del Re. Il 18 novembre esordì in Liga, segnando il gol vittoria contro il Cadice (1-0). Nella successiva giornata di campionato, Javier Clemente lo schierò nuovamente titolare, e Luke realizzò il gol decisivo nella vittoria per 1-0 nel derby contro la Real Sociedad. Concluse la sua prima stagione all'Athletic con 7 gol in 24 presenze.
Nella stagione 1991-1992, segnò 4 gol in 29 partite, oltre a 6 reti in 10 presenze di Coppa del Re, che gli valsero il titolo di capocannoniere della competizione.
Nella stagione 1993-1994 fu ceduto in prestito all'Osasuna. Con il club di Pamplona segnò 3 gol in 16 partite, non riuscendo a evitare la retrocessione in Segunda División.
A fine anno tornò all'Athletic, con cui giocò per una stagione prima di lasciare definitivamente il club.
Nel 1995 passò all'Albacete Balompié, in Primera División. Dopo metà stagione fu ceduto in prestito all'Almería, in Segunda División. Successivamente fece ritorno all'Albacete, che era anch'esso retrocesso nella serie cadetta.
Dal 1997 al 1999 giocò al Burgos, in Segunda División B. Chiuse la carriera al Barakaldo, nella medesima categoria, nella stagione 1999-2000.

## Palmarès

### Club

#### Competizioni nazionali
- Tercera División (Spagna): 1

Santurtzi: 1988-1989

### Individuale
- Capocannoniere della Coppa di Spagna: 1

1991-1992 (6 gol)